# Cristina Tavares
Maria Cristina de Lima Tavares Correia, mais conhecida como Cristina Tavares, (Garanhuns, 10 de junho de 1934 – Houston, 23 de fevereiro de 1992) foi jornalista e política brasileira, outrora deputada federal por Pernambuco.

## Dados biográficos
Filha de José Alves Tavares Correia e Maria Mercês de Lima Tavares Correia. Em 1955, formou-se em línguas neolatinas na Faculdade de Filosofia do Recife preferindo seguir carreira como jornalista trabalhando em veículos como o Jornal do Commercio, Diario de Pernambuco, Visão, Diário da Noite e Correio Braziliense.
Eleita deputada federal pelo MDB em 1978, tornou-se a terceira nordestina a conseguir uma vaga na Câmara dos Deputados, após as baianas Nita Costa e Necy Novaes, filiando-se depois ao PMDB do qual tornou-se vice-líder e com as ausências do titular tornou-se a primeira mulher a liderar uma bancada na história do parlamento brasileiro , sendo reeleita  em 1982 e 1986. Como parlamentar, votou a favor da Emenda Dante de Oliveira em 1984 e votou em Tancredo Neves no Colégio Eleitoral em 1985, além de ter participado como relatora da Subcomissão de Ciência e Tecnologia e da Comunicação da Assembleia Nacional Constituinte, que elaborou a Constituição de 1988, mesmo ano em que figurou dentre os fundadores do PSDB. Entretanto, a indicação, mesmo posteriormente retirada, de Roberto Magalhães como vice-presidente na chapa de Mário Covas nas eleições presidenciais de 1989, a fez ingressar no PDT, onde tentou um novo mandato em 1990, mas foi derrotada.
Ganhou notoriedade nacional pela defesa intransigente da Política Nacional de Informática alegando que “sem tecnologia nacional, isto é, sem o domínio do ciclo, que vai da tecnologia do projeto à do uso, nenhum país será soberano e, por via de consequência, maiores serão os problemas de sua classe trabalhadora”.
Faleceu nos Estados Unidos após uma luta de quatro anos contra o câncer.